# Жирар де Вьенн
«Жирар де Вьенн» (фр. Girart de Vienne) — поэма из «Жесты Гарена де Монглан», одновременно примыкающая и к «Королевской жесте». Датируется 1190—1224 гг. Автором поэмы является известный трувер Бертран де Бар-сюр-Об.

## История поэмы
Текст поэмы сохранился в составе пяти рукописей. Поэма написана десятисложным рифмованным стихом. В основной рукописи поэмы — 6934 стихотворных строк.
У поэмы есть историческая основа: граф Вьеннский враждовал с королём Карлом Лысым в 70-е гг. IX века. В поэме эта вражда была переосмыслена и в соответствии с общей тенденцией французского эпоса привязана к фигуре Карла Великого. В своей первоначальной форме (этот вариант поэмы до нас не дошел) произведение рассказывало лишь о конфликте графа Жирара с императором. Бертран де Бар-сюр-Об обработал этот сюжет таким образом, что вторым центральным героем стал Эмери Нарбоннский.
Именно во вступлении к этой поэме Бертран впервые предложил деление chansons de geste на три тематических цикла (жесты), которое в целом применяется и по сей день.

## Содержание

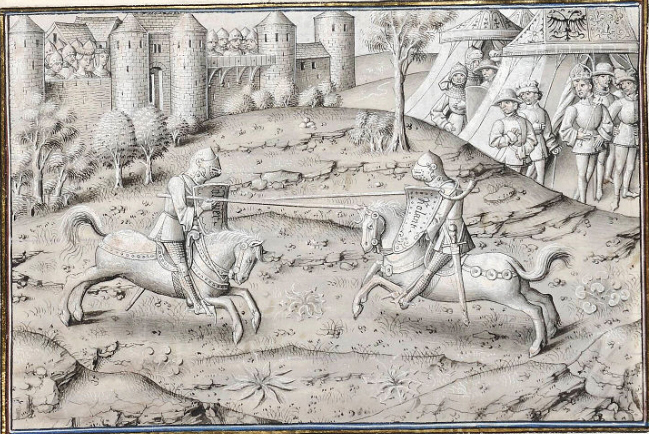
Поединок Роланда и Оливье (иллюстрация в рукописи XV века)

Поэма рассказывает о судьбе сыновей Гарена де Монглан — Жирара де Вьенн и Ренье де Женн, отце Оливье и Альды. Они приезжают ко двору Карла Великого, получают фьефы. Жирар женится на Гибурк, дочери короля Отона. Много лет спустя племянник Жирара Эмери (сын Эрнальта де Боланд) узнает, что в своё время императрица оскорбила дядю. Начинается вражда братьев Жирара и всей их родни с Карлом. Война длится семь лет. Юный Роланд, племянник Карла, влюбляется в Альду, племянницу Жирара. Пытаются заключить мир, затем решают закончить войну поединком между Роландом и Оливье. Поединок длится долго, но не приносит успеха ни одному из бойцов, так как в их судьбу вмешивается ангел. Тогда военные действия возобновляются. На стороне Жирара выступает великан Робастр, показывающий чудеса силы и храбрости. Во время охоты Карл попадает в руки врагов; это вынуждает его искать примирения с кланом Жирара. Объявляется о предстоящей свадьбе Роланда и Альды. В это время сообщается о нападении сарацин, и все начинают готовиться к походу.

## Издания
- Le Roman de Girard de Viane, de Bertran de Bar-sur-Aube, publié par P.Tarbé. Reims, 1850.
- Girart de Vienne, chanson de geste, edited according to ms. B. XIX Royal of the British Museum by F.G.Yeandle. New York, 1930.
- Girart de Vienne par Bertrand de Bar-sur-Aube publié par W.Van Emden. Paris, 1977 (SATF).